# Ljótipollur
Le Ljótipollur , toponyme islandais signifiant littéralement en français « mare de boue laide », est un lac d'Islande situé dans le Sud du pays, au nord du Landmannalaugar et au sud-ouest des Veiðivötn. Il occupe le fond d'un maar créé lors d'une éruption en 1477. Il est l'un des lacs les plus connus et photographiés de cette région du pays en raison de ses eaux bleu sombre, de ses rives aux laves rougeâtres et de la présence fréquente de neige, ces trois couleurs rappelant ainsi celles du drapeau national.